# Troglosiro juberthiei
Espèce
Troglosiro juberthiei est une espèce d'opilions cyphophthalmes de la famille des Troglosironidae.

## Distribution
Cette espèce est endémique de Nouvelle-Calédonie. Elle se rencontre dans le parc provincial de la Rivière Bleue

## Description
Le mâle holotype mesure 1,77 mm et la femelle paratype 1,83 mm.

## Étymologie
Cette espèce est nommée en l'honneur de Christian Juberthie.

## Publication originale
- Shear, 1993 : « The genus Troglosiro and the new family Troglosironidae (Opiliones, Cyphophthalmi). » Journal of Arachnology, vol. 21, no 2, p. 81-90 (texte intégral).